# Vijender Singh
Vijender Singh (n. 29 octombrie 1985, Kaluwas⁠(d), Rohtak division⁠(d), Haryana, India) este un boxer ce a reprezentat India, medaliat olimpic. A participat la 3 ediții ale Jocurilor Olimpice (2004, 2008, 2012) în care a câștigat o medalie de bronz.